# Infozabava
Infozabava (portmanto od reči informacija i zabava), poznata još i pod nazivom infotejment (složenica od engleskih reči information i entertainment) je vrsta medija koji pruža kombinaciju informacije i zabave. Termin se obično koristi nasuprot terminu ozbiljnih vesti. Mnogi postojeći infozabavni internet sajtovi i aplikacije za društvene mreze pružaju raznovrsne funkcije i usluge.

## Kritika termina
Izraz ”infozabava” simboliše zabrinutost i kritiku da novinarstvo prelazi iz medija koji prenosi ozbiljne informacije o pitanjima koja se tiču javnih interesa u oblik zabave koja nekim slučajem nudi i „sveže” činjenice. Kriterijumi po kojima novinari i urednici procenjuju vesti - da li je nešto vredno naslovne strane, manje vredno ili uopšte vredno komentarisati – su sastavni deo ove debate. Neki krive medije zbog ovog vidljivog fenomena, jer nisu uspeli da stvore ideal građanske novinarske odgovornosti, dok drugi krive komercijalnu prirodu mnogih medijskih organizacija, potrebu za većom gledanošću u kombinaciji sa prioritetom javnosti za osećajno dobrim sadrzajem i „nevažnim” temama kao sto su tračevi o poznatima i sport.
Proces specijalizacije se takođe dogodio, počev od časopisa sa posebnim interesima za masovnu upotrebu preko kablovske televizije i na kraju preko novih medija kao što su interneta i satelitski radio. Sve veći broj medija koji se fokusiraju isključivo na pojedine teme kao što su: aktuelni događaji, unapređenje života, istorija, filmovi, žene i hrišćanstvo. Potrošači imaju širok izbor bez obzira da li se radi o svakodnevnim potrebama za informacijama ili o visokoj prezentaciji jedne vrste sadržaja.
Kontroverza postoji i zbog veličine publike i toga da li „prodavci” vesti ublažuju sadržaj sa previše „neozbiljnih” vesti. Novinare ovih vesti i priča obično usmerava marketinško odeljenje prema demografskim i potrebama publike. Prihvaćeno je i mišljenje da se medijske ličnosti smatraju poznatim ličnostima. Medijske kuće često koriste akutelne ličnosti kako bi se što bolje promovisale i profitirale.
Većina infozabavnih televizijskih programa sadrži samo opšte informacije o temama koje pokrivaju i ne treba ih smatrati formalnim učenjem i uputstvima. Na primer, vest može sadržati optužbe poznatih ličnosti ili pojedinaca da su počinili krivično delo bez ikakvih činjenica ili dokaza. Može se reći da mnogi gledaoci i društveni kritičari ne odobravaju kako se mediji, posebno televizija, ponašaju u različitim situacijama, često se baveći trivijalnim sadržajem koji je obično povezan sa poznatim ličnostima. Može se primetiti da u slučajevima javnih ličnosti i lidera, mediji često modifikuju i „prodaju” priče o životima istih radi čiste reakcije gledalaca i zabave umesto da fokus bude na stvarnim pričama sa pravom informativnom porukom iza njih.
Američki politički satiričar Džon Stjuart je oktobra 2010. godine dao metaforičnu izjavu o današnjim medijima: „Štampa može držati svoju lupu na našim problemima...otkrivajući do sada nevidljive probleme, ili mogu tu istu lupu koristiti kako bi zapalili mrave, a potom iznenadno postati voditelji nedeljnih emisija na temu iznenadne, neočekivane, opasne i smrtonosne mravlje epidemije.” Ova izjava odnosila se na sposobnost medija da se usredsrede na prave ljudske probleme i transformišu ih u ono što je poznato kao infozabava, jer su izgleda jedino ovakve informacije pogodne za razonodu javnosti. Današnje informativne vesti često su ublaženi skandali, mada za medije i novinare ovo nije zabrinjavajuća pojava, jer ako od nedelje do nedelje želite zadržati dovoljno gledalaca, fokusirajte se na ono što je sledeća ”smrtonosna mravlja epidemija ” (npr. politički seks-skandal, teorija zavere o predsednikovom izvodu iz matične knjige rođenih, Itd.) i na taj način ćete podignuti gledanost i naravno lepo profitirati od reklama.

## Infozabava kao novinarstvo
Pojedini definišu novinarstvo samo kao izveštavanje o „ozbiljnim“ temama, gde su ustaljeni novinarski standardi podržani od strane novinara. Drugi, pak, veruju da novinarska struka u širem smislu obuhvata sve od profesionalnog žurnalizma do takozvanih tabloida i infozabave, i podržavaju aktinovsti vezane za marketing, finansije i plasiranje informacija. Međutim, razaznavanje dva koncepta, ozbiljnog novinarstva i žute stampe je kontraverzno. Profesionalno novinarstvo bi trebalo da naglasi istraživanje, potvrdu činjenica i interes javnosti za razliku od „nenovinarskih” ogranaka. Izrazi „ozbiljno novinarstvo” i „žuta štampa” označavaju razliku i u uvaženim standardima za važnost vesti, kao i u standardima za njihovo sprovođenje, u zavisnosti od profesionalnih ideala novinarskog integriteta.
Ideja ozbiljnog novinarstva objedinjuje dva nezavisna koncepta:
- Ozbiljnost: Politika, ekonomija, zločin, rat, i prirodne katastrofe se smatraju ozbiljnim temama, kao i određeni aspekti prava, poslovanja, nauke i tehnologije
- Aktuelnosti: priče koje pokrivaju sadašnje događaje – tok rata, ishode glasanja, izbijanje požara, značajne izjave, oslobađanje zatvorenika, ekonomski izveštaj od značaja.

Logička suprotnost, žuta štampa se ponekad, u podrugljivom tonu, naziva infozabava. Odlike koje je definišu i obuhvataju većinu kritika uključuju: 
- Najneozbiljnije teme: Umetnost i zabavu, sport, životni stil, interesovanja i javne ličnosti.
- Neaktuelnost: Ne postoji događaj koji je prethodio i pokrenuo priču, osim radoznalosti novinara.

Blagovremeni događaji se dešavaju u manje ozbiljnim temama - sportski događaji, neprijatnosti poznatih ličnosti, premijere filmova, umetničke izložbe i tako dalje.
Mogu postojati ozbiljne reportaže koje nisu izazvane događajima - prenosi važnih društvenih, ekonomskih, pravnih ili tehnoloških trendova - istraživački izveštaji koji otkrivaju tekuću korupciju, zagađenje životne sredine ili nemoralnost – ili diskusija o nerešenim političkim problemima, bez posebnog razloga. Godišnjice, praznici, kraj godine ili godišnjih doba, ili istek sto dana vlade, mogu učinti neke priče vremenski osetljivim, ali više obezbeđuju šansu za reflektovanje i analizu nego što daju novost o kojoj treba izvestiti.
Spektar ozbiljnosti i važnosti nije dovoljno dobro definisan i različite medijske organizacije čine razne ustupke i kompromise. „Vesti koje se mogu koristiti“ („News you can use“) je uobičajena markentinška fraza naglašava specifičan pravac novinarstva, širi sivu zonu. Saveti za baštovanstvo i vesti o hobijima vrlo očigledno spadaju u najneatraktivniju vrstu zabave. Upozorenja o neizbežnim prirodnim katastrofama ili ozbiljnim nacionalnim bezbednosnim pretnjama (kao što su vazdušni ili teroristički napadi), se smatraju toliko važnim da mediji s nacionalnom frekvencijom (čak i kanali zabavnog karaktera) uglavnom prekidaju ostale programe da bi izvestili o njima. Priča iz zdravstva o novoj vrsti lečenja raka dojke, ili reportaža o lokalnom zagađivanju zemljišta putem vode mogu podpasti pod te vesti. Isto tako i recenzije knjiga ili religijski izveštaj . Sa druge strane, ljudi jako često smatraju da su hobiji i zabava jako bitni delovi njihovih života pa je „važnost“ na ličnom nivou prilično subjektivna.

## Prelaz između zabave i vesti
Infozabava je generalo prepoznatljiva po svojoj zabavnoj prirodi kroz koriščenje napadne grafike, brzopletog uređivanja, muzike i korišćenja senzacionalizma i satire. Popularni američki primeri su „Entertainment Tonight”, „Hannity and Colmes”, „„The Daily Show”” itd.
Od emisija u Srbiji mogu se navesti „Exploziv”, „Ekskluziv”, „24 minuta sa Zoranom Kesićem”, „TV Čorba“, „Veče sa Ivanom Ivanovićem“ itd.

### Infozabavljači
Infozabavljači su zabavljači u toj vrsti medija, kao što su voditelji vesti ili satiričari koji prelazi granicu između novinarstva (kvazinovinarstva) i zabave. Barbara Volters je bila ikona među infozabavljačima i začetnik mnogih tehnika korišćenih u zabavnim medijima danas. Među istaknutim američkim predstavnicima nalaze se Dzon Stujart, Bil O'Rajli, Rejčel Medou i Žeraldo Rivera itd.
U medijima u Srbiji generalno među najuspešnijim se smatraju Zoran Kesić i Ivan Ivanović.

## Posledice socijalnih medija
Medijske teme se danas svečešće smatraju infozabavom uglavnom zbog sve većeg broja populacije koja koristi socijalne medije. Ovo polularno tržište socijalnih medija nemački teoretičar Jirgen Habermas definiše kao javnu sferu. Prema Habermasu, ono defniše socijalni prostor (koji može biti virtuelni) u kojem se građani okupljaju da bi debatovali i diskutovali o trenutnim problemima u njihovom društvu. Termin je nedavno počeo da se koristi u pluralnom obliku kako bi odredio više javnih sfera u kojima ljudi raspravljaju o savremenim problemima. U slučaju socijalnih medija kao što su Tviter i Fejsbuk čija je prvobitna namera bila povezivanje ljudi, obnavljanje kontakta i deljenja ličnih misli i informacija sa javnošću, oni su danas postali novo sredstvo za širenje infozabave i eksploatacije javnih stvari. Nema sumnje da su sajtovi socijalnih medija dominantni i ono što je jako zabrinjavajuće u vezi sa ovim je činjenica da zajedno sa razvojem telefonske tehnologije, ovi načini onlajn komunikacije postaju sve istaknutiji u prenošenju informativnih vesti. Neophodno je da društvo zasnovano na komodifikacijama proizvodi fantomsku sliku o objektivnosti i to radi posmatranjem korena vesti. Javnost dobija sve češće vesti televizjiskim prenošenjem, a sada socijalni mediji prenose kombinaciju informacija i zabavnih novina koje su poznate kao infozabava.

## Poreklo termina
Termini infotainment i infotainer (infozabavljač) su prvi put upotrebljeni u septembru 1980. na Ujedinjenoj konferenciji Aslib-a, Instituta informacionih naučnika i udrudženja biblioteka u Šefildu. Infozabavljači su predstavljali grupu britanskih naučnika iz oblast informatike koji su uvrstili tematiku komičnih emisija na profesionalnim konferencijama u periodu 1980-1990. Godine 1983. termin infotainment je postao sve popularniji u svakodnevnoj upotrebi.
Vremenom su komunikacioni teoretičari su počeli da u potpunosti zamenju termin zabanih vesti sa terminom infozabava. Prethodno slična varijacija ovog termina je skovana 1974. kao naziv konvencije IBS-a (Interkolegijalni sistem prenošenja vesti), udruženje koledž radio stanica u SAD.

## Vidi dalje
- Dokumentarna televizija
- Eduzabava
- Inforeklama
- ank fud vesti
- Prikriveno oglašavanje
- Sublliminarna poruka

## Spoljašnje veze
- "Soft news and critical journalism eroding audiences"
- "Tough times for hard news, but good journalism goes on"
- That's Infotainment - Skeptical Inquirer